# Michael Alpers
Michael Philip Alpers est un chercheur médical australien et professeur de santé internationale à l'Université Curtin.

## Biographie

### Éducation
Michael Alpers est diplômé de l'Université d'Adélaïde avec un B.Sc. et M.B.B.S et de l'Université de Cambridge avec une Maîtrise en Art

### Carrière et recherche
En 1957, alors étudiant, Michael Alpers entend parler du kuru, une maladie alors mystérieuse, dans le journal Adelaide Advertiser. Après avoir obtenu son diplôme en 1961, il poursuit donc ses recherches sur cette encéphalopathie spongiforme transmissible,. Il rejoint l'équipe de Daniel Carleton Gajdusek, et leurs travaux leur permettent d'identifier la cause de la maladie.
Michael Alpers est associé de recherche principal honoraire à l'University College de Londres. En 2008, il est nommé membre de la Royal Society
Michael Alpers et son travail sont le thème principal de Kuru : La science et la sorcellerie (2010). Il est interviewé dans The Genius And The Boys (2009).